# Raspenburg

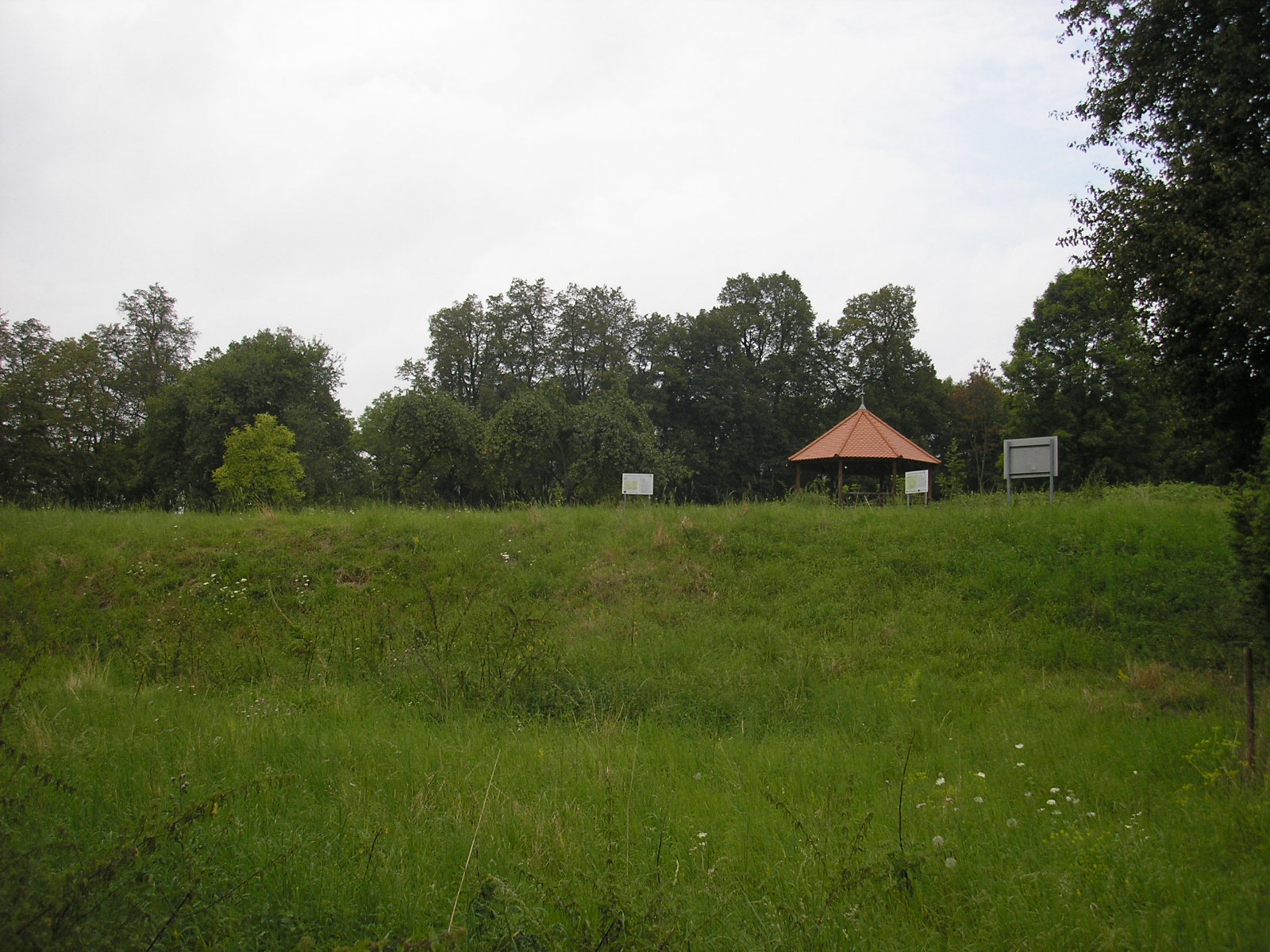
Blick über den Standort der ehemaligen Burg

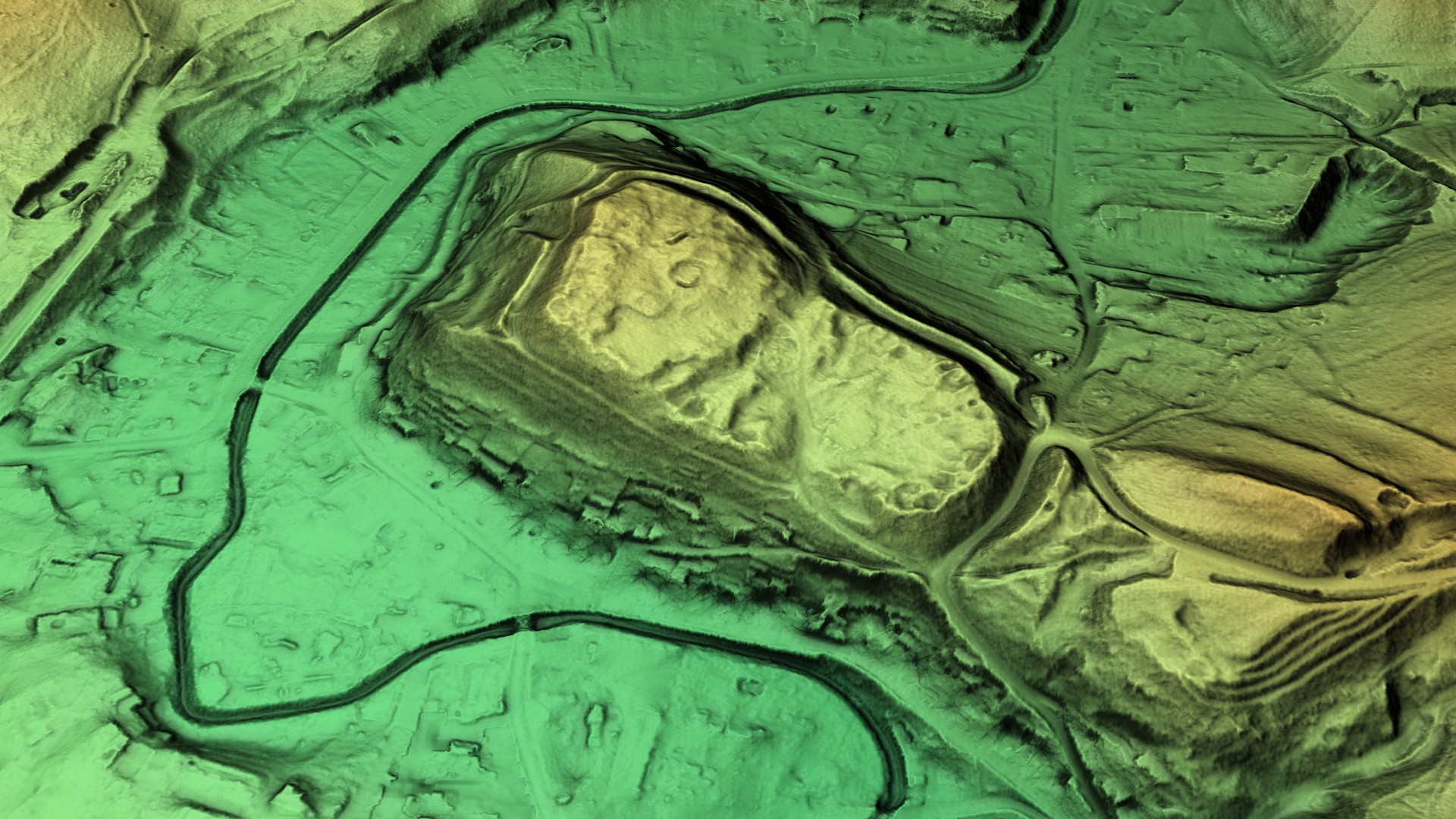
3D-Ansicht des digitalen Geländemodells

Die Raspenburg ist eine Burgruine in der Stadt Rastenberg im Landkreis Sömmerda im Nordosten Thüringens.

## Lage
Die Burganlage befindet sich am nordöstlichen Stadtrand von Rastenberg auf einem nach Nordwesten gerichteten Bergsporn, der durch Steilabfall einen natürlichen Schutz bot.
Strategische Bedeutung erhielt die Burg durch ihre Lage an einer Altstraße über die Finne.

## Geschichte
Das Gebiet um Rastenberg, Freyburg und Naumburg gelangte kurz nach 1085 durch die Heirat mit Adelheid († 1110), der Witwe des ermordeten Pfalzgrafen Friedrich III. von Goseck, an Ludwig den Springer, der hier wenig später eigene Burgen anlegen ließ. Damit festigte er wesentlich seine neu errungene Position im Saale-Unstrut-Raum.
Das „Castrum Raspinberg“ war ein Wohnsitz von Heinrich Raspe III. (1155–1180) aus der Dynastie der Ludowinger. Auch der letzte Ludowinger, Heinrich Raspe IV. (1204–1247) hatte die Burg im Besitz. Die Raspenburg war zur dauerhaften Verteidigung in der Landgrafschaft Thüringen ausgerichtet. Gleichzeitig gehörte sie zum Netz der Stationsburgen (Creuzburg, Dryburg, Tenneberg, Runneburg, Eckartsburg und andere), welche in vielerlei Hinsicht als Herberge, vordringlich aber der Verwaltung und Verteidigung der Landgrafschaft dienten. Hierbei wurden die Adelsfamilien der benachbarten Orte als Burgmannen und Ministerialen eingesetzt.
Im Thüringisch-hessischen Erbfolgekrieg, der nach dem Tod
Heinrich Raspe IV. ausbrach, übernahm zunächst eine Seitenlinie der Grafen von Kevernburg, die Grafen von Rabenswalde in Rastenberg das Regiment, ab 1288 übernahmen die Wettiner, die sich in Westthüringen als Nachfolger der Ludowinger und Landgrafen von Thüringen durchgesetzt hatten auch die Raspenburg. Mit dem Verkauf der Landgrafschaft durch Landgraf Albrecht an König Adolf von Nassau waren dessen Söhne Friedrich und Dietzmann übergangen worden, dies führte im ganzen wettinischen Herrschaftsgebiet zu blutigen Kämpfen, in die 1294 auch der König selbst eingriff und bei einem Feldzug  Albrechts Söhne vertrieb. Die Burg wechselte dann mehrmals die Besitzer und verkam zum Raubritternest. Im Jahre 1321 wurde sie durch Friedrich den Gebissenen unter Beihilfe der Reichsstädte Mühlhausen und Erfurt belagert und nach Vertreibung der Burgmannschaft zerstört. Die Burgruine wurde mit dem zugehörigen Landbesitz durch die Grafen von Orlamünde als wettinisches Lehen empfangen und teilweise erneuert. 1378 wurde das Dorf Rastenberg von den Wettinern zur Stadt erhoben, die Burg war nunmehr Teil der Stadtbefestigungsanlage. Reste der Burg wurden noch bis 1525 als Verteidigungsstellung genutzt. Bei den Landesteilungen von 1485 und 1572 wurde Rastenberg der Weimarer Linie zu eigen. Militärisch bedeutungslos verkam die Burganlage. Sie wurde zum Steinlieferanten für die Gebäude der Stadt, insbesondere nach 3 Stadtbränden während des Dreißigjährigen Krieges. 1804 gelangte der Burgberg in den Besitz der Stadt.

## Neuzeit
Der Rastenberger Stadtvorstand ließ das Burgplateau beräumen und pflanzte Linden am Rande und Obstbäume im ehemaligen Burghofbereich. Erste Versuche der Grabung gehen auf das Jahr 1856 zurück. Bebauungsversuche mit historisierender Bauform wurden im Jahre 1933 durch das Weimarer Kreisbauamt abgelehnt. Nach Jahrzehnten der Ruhe wurde der Burgturm im Jahre 1994 wieder freigelegt. In Zusammenarbeit mit der Friedrich-Schiller-Universität Jena wurde 1994 und 1995 der gesamte Burgberg geoelektrisch vermessen und kartiert. Somit wurde die Größe der Burg ersichtlich. Mit den Möglichkeiten des Programmes LEADER und durch Unterstützung der lokalen Arbeitsgruppe „Nördlicher Landkreis Sömmerda“ wurde das Projekt im Jahre 2004 wieder aufgegriffen und 2005 fertiggestellt. Das Gelände wurde entbuscht, altes Obstgehölz entfernt, das Turmloch von Geröll befreit und ein Informationspavillon auf dem Turmstumpf errichtet. Somit ist der Restturm gesichert und ein Informations- und Ruhepunkt entstanden. Das Gelände wird heute für Feste und Veranstaltungen genutzt.

## Anlage
Die ursprüngliche Burganlage war weiträumig angelegt und untergliedert sich in eine Hauptburg und einen Vorburgbereich, welche gemeinsam durch eine gestaffelte Wall-Graben Befestigung gegen den Berg gesichert wurde. Im Norden, Westen und Süden bietet der vorhandene Steilhang natürlichen Schutz.
Bis auf den in der Hauptburg freigelegten Turm sind kaum Mauerreste sichtbar.